# 香港能源
香港能源來源主要依賴化石燃料及核能，以滿足發電、運輸及煮食等需求。由於香港境內並沒有任何能源礦產的儲藏，因此所使用能源均依靠進口，包括煤、燃油及天然氣等。2017年，78%煤購自印尼。
中華煤氣是利用天然氣及石腦油作為原料生產煤氣。
根據機電工程署《香港能源最終用途數據2015》，商業、運輸、住宅及工業分別佔能源消耗的42%、32%、21%及5%。

## 電力

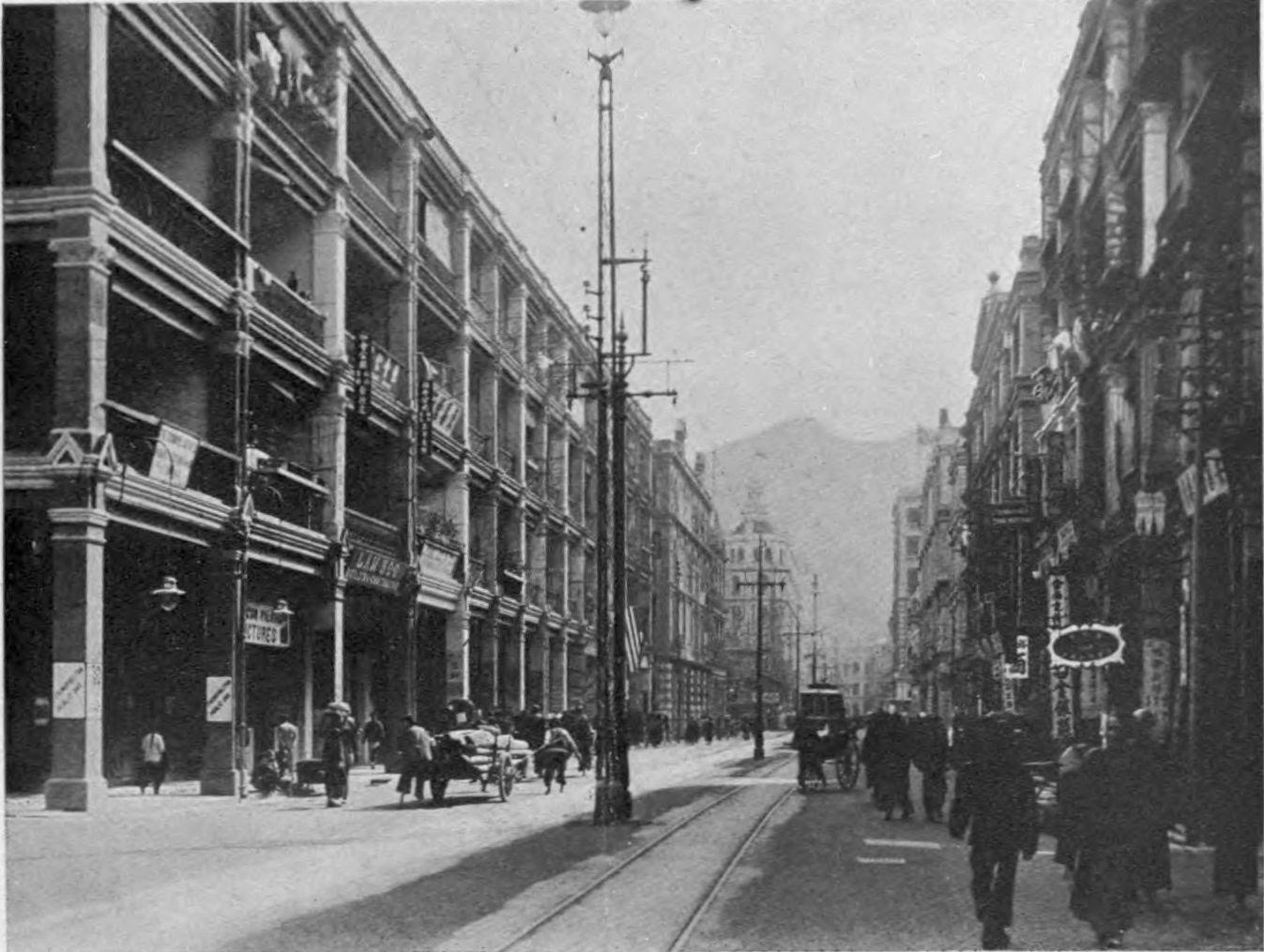
香港早期的電車電纜及街燈（1908年德輔道）

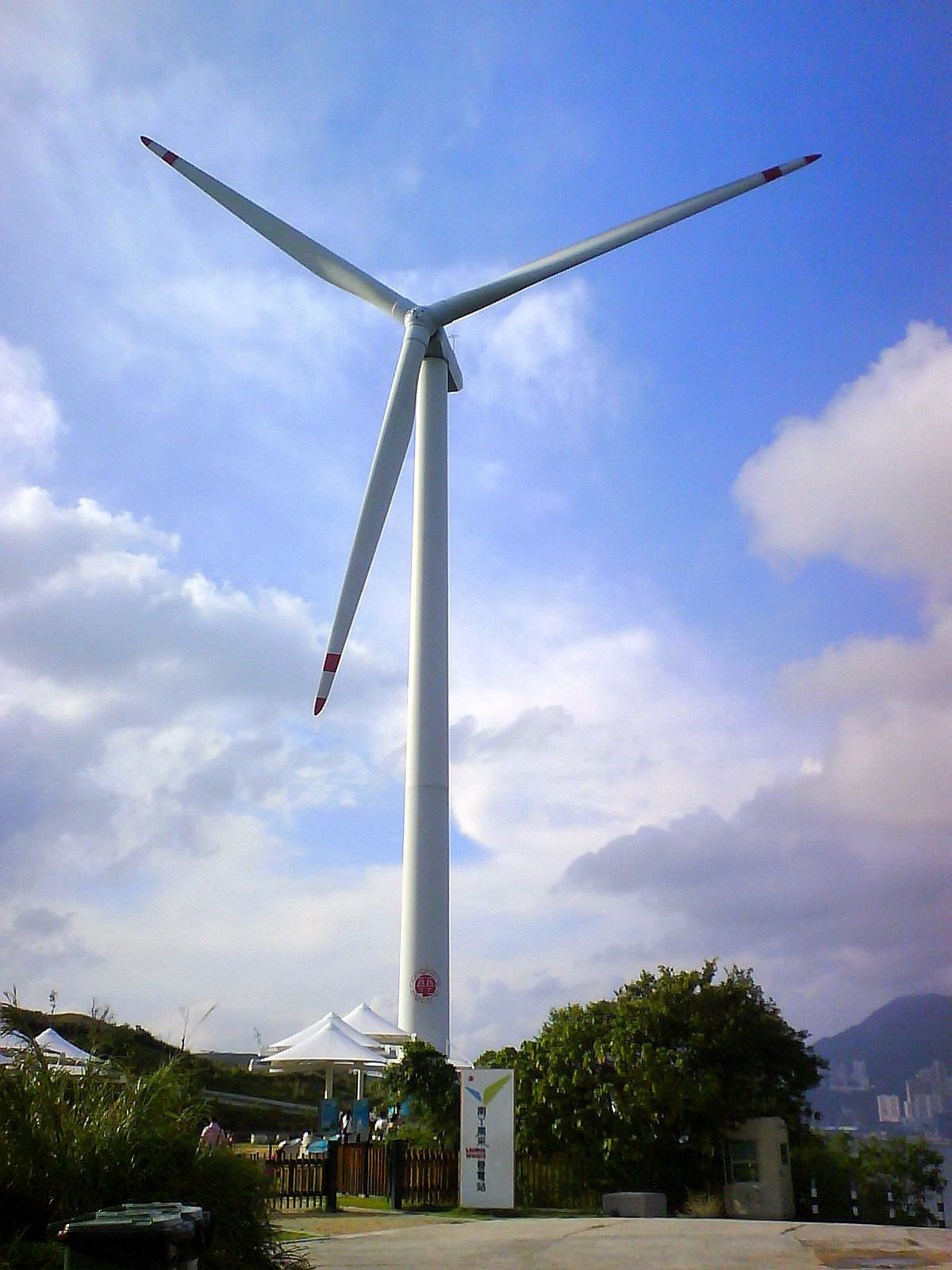
南丫風采發電站

香港的電力按地區分別由兩間公司供應，兩者均屬私人投資公司，並非由政府授權專營，但分別自願與政府就財務事宜簽訂《管制計劃協議》。成立於1889年的香港電燈為香港島、鴨脷洲及南丫島提供電力；而成立於1901年的中華電力則為九龍、新界及南丫島以外的絕大部分香港離島提供電力。兩家公司均與香港政府簽訂利潤管制協議。香港第一盞電燈於1890年12月1日的黃昏由灣仔發電廠生產的電力驅動。
香港的電力規格為50赫茲，220伏特（V）單相及380伏特三相交流電。高用電量的用戶（例如：機場和港鐵）可獲132千伏（kV）、33kV或11kV配電。另見香港技術標準。
2014年，中華電力有246萬個用戶，本地用電最高需求量為7030兆瓦，本地售電度為329億度；香港電燈則有57萬個用戶，最高用電需求量為2460兆瓦，售電度為109億度。港燈與中電以132kV海底電纜聯網，輸電容量為720百万（M）伏安（VA）。
香港的發電廠以天然氣作為主要發電的燃料，其次為煤。 天然氣的使用始於1996年元旦，由海南島的崖城13-1，以及後期開採的陵水17-2等氣田，經780公里長的高壓海底管道進口（中電）；而港燈則由2006年起，由澳洲西北氣田（主要）及中東地區氣田（次要），經其有份參股的廣東大鵬液化天然氣接收站及附設管道，進口天然氣發電。另一方面，中華電力也從廣東省的大亞灣核電站（以及作為核電廠附屬設備的的廣州抽水蓄能電站）輸入電力到香港。

### 可再生能源發電
在可再生能源的應用，香港電燈的南丫風采發電站在境內實行風力發電。南丫發電廠的天台及地面另鋪有5,500塊非晶硅薄膜光伏板及3,126塊雙結疊層式薄膜光伏板，系統的總發電容量為550千瓦。另一方面，中華電力也在喜靈洲建設風力發電試驗計劃項目，預計2008年完成建造工程。香港現時最大規模的太陽能發電系統在香港迪士尼樂園，於2021年落成，每年總發電量可達約236萬度電。
2011年起，新建的公共屋邨天台皆盡量安裝了光伏板。
2012年10月30日，中華電力有限公司花費過千萬元，花了四年多時間的本港首個獨立運行大型可再生能源發電及儲能系統竣工，為設有戒毒中心的晨曦島帶來穩定供電。香港晨曦會總幹事葉陳幔利指，過往以柴油發電，不但成本貴，且發電機經常失靈，令雪櫃食物變壞，晚上亦須用火水燈照明。晨曦島工程裝有672塊太陽能板、576組蓄電池及兩台風車，總發電量達192千瓦，足以燃點9,600個慳電膽，每年可減70,000公斤二氧化碳排放。
2017年開始在石壁水塘測試首個浮動式太陽能系統，系統的裝機容量只有100千瓦，由352塊太陽能板組成，佔用水塘0.1%面積，約等如一個標準游泳池，第二大水塘船灣淡水湖10月中安裝了352塊浮動太陽能板，成為第二個裝置太陽能板發電系統的水塘。機電工程署總部大樓包括有機電工程署展覽館，頂樓觀景區則有太陽能發電板及風力發電機。山頂廣場亦有太陽能板。
太陽能發電也應用於公共交通系統，當中九巴於2010年代起開發巴士站、車廠和車頂上的發電潜力，並於2021年起將其普及。
次要的太陽能發電系統用於泳池的設施，而上水屠房的熱水供應系統也有這種系統。新界尤其較偏遠區域的一些建築物，和康樂設施也設置小規模的太陽能或風力發電系統，主要作照明之用，或用於操作現場數據資料記錄設備等用途。當中馬鞍山海濱長廊緩跑徑建有195支各自距離8米的燈柱，每支使用50瓦慳電膽，為長廊提供基本照明。另外，緩跑徑旁邊的單車徑亦每30米設一照明燈，有記者估計每年電費只4萬港元。康文署回應指會因應實際情况關掉部分燈以達更節省用電。而長廊共設有三組風力發動機，產生的電力供應長廊內指定的發光二極管地燈。
2006年，香港大學機械工程系助理教授梁國熙及梁耀彰聯同合作夥伴、法籍商人Lucien一起到位於香港的蒲台島作實地測試海浪發電。梁國熙解釋，由於蒲台島的海浪較大，是測試的理想地點，希望可利用海浪發電，供蒲台島居民使用。他們將近三十個獨立發電器放置海中，作多次通宵測試，面對海浪大、裝設困難的問題都能克服。但好景不常，每次測試都失去多個發電器。

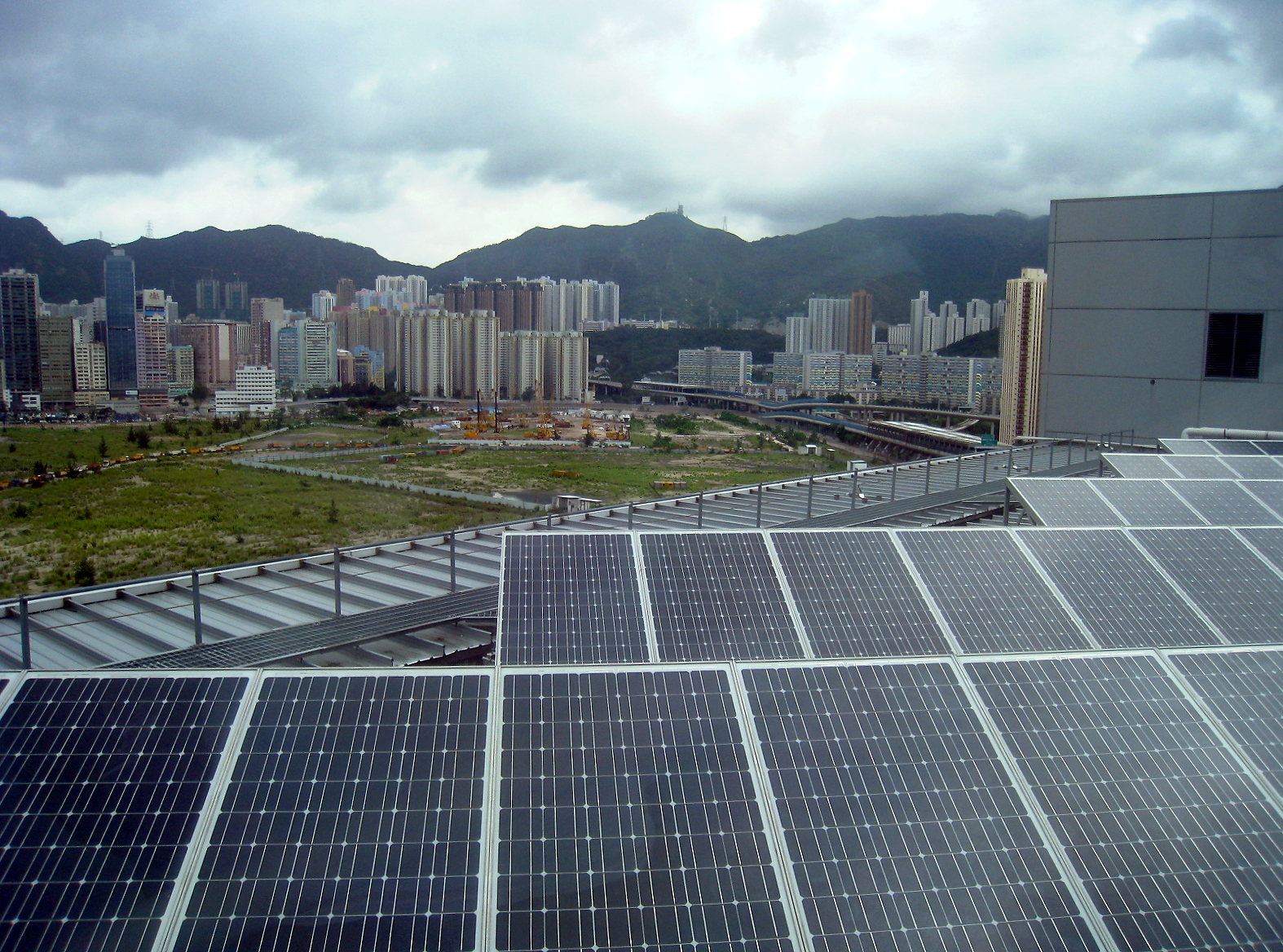
機電工程署總部大樓頂樓太陽能發電板
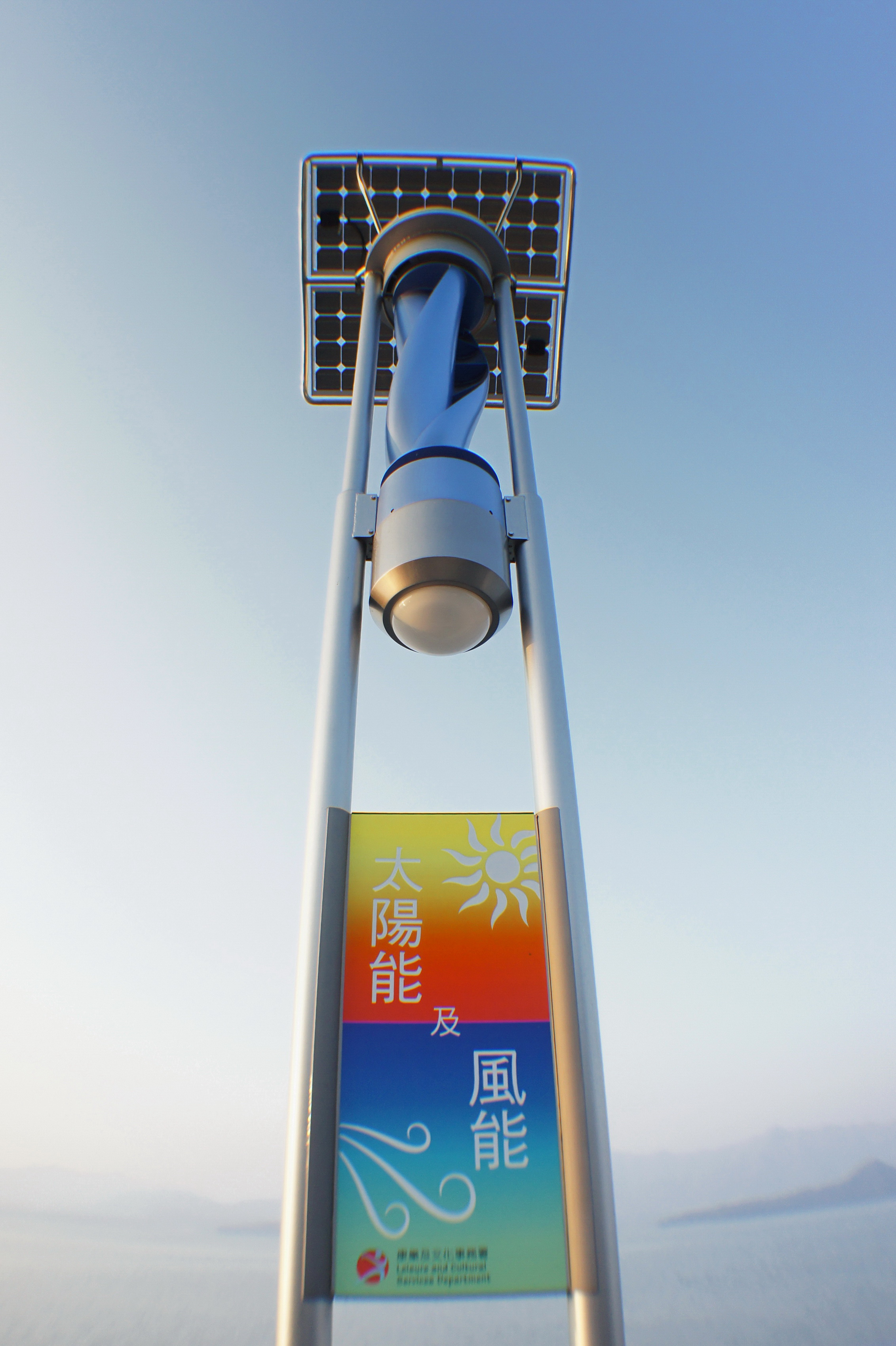
馬鞍山海濱長廊上的一盞太陽能及風能地燈
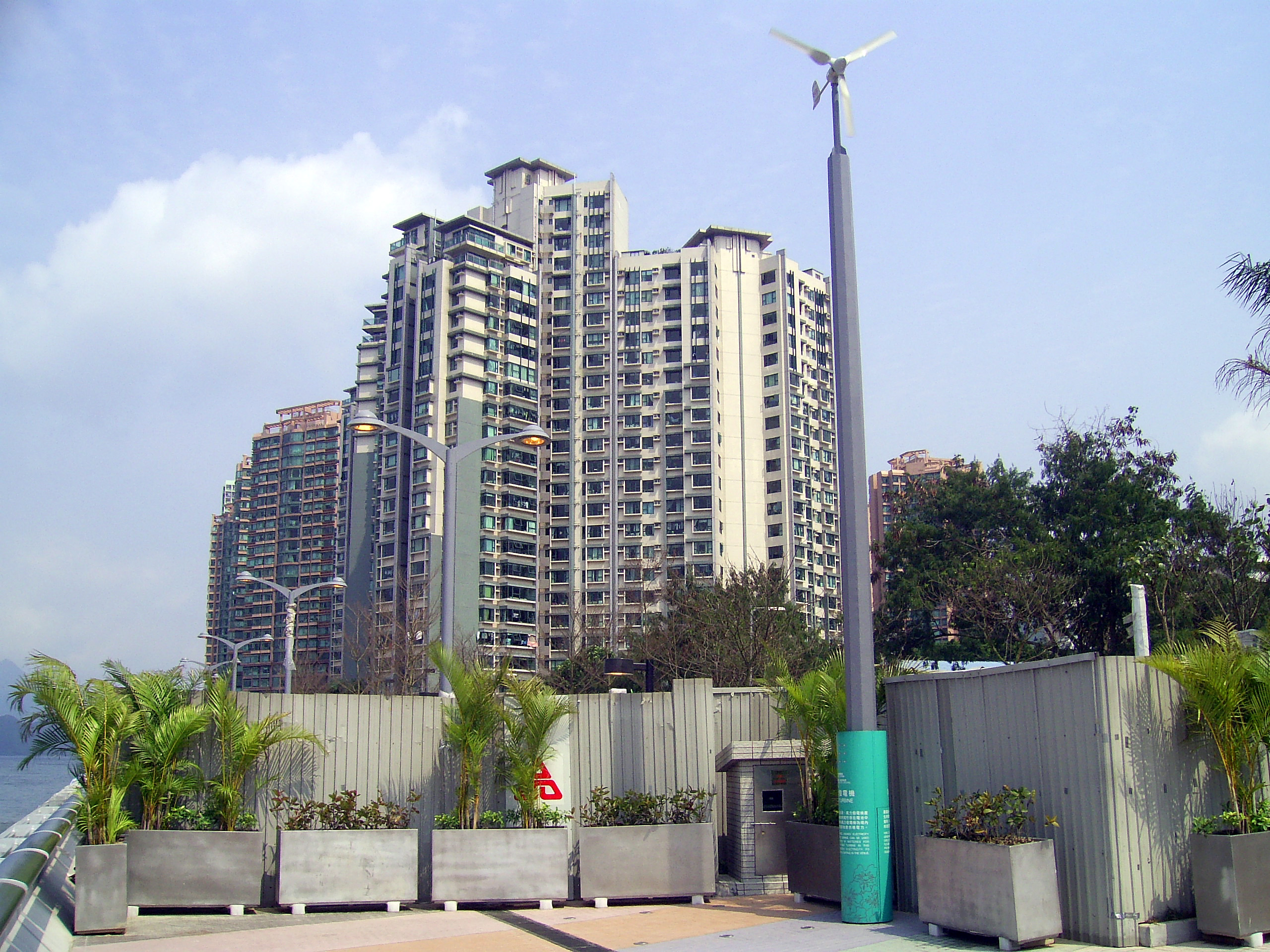
馬鞍山海濱長廊上的風力發動機

建造業零碳天地透過使用太陽能光伏板，和利用廢置食用油製成生物燃料的三聯供系統生產可再生能源。

#### 水力發電

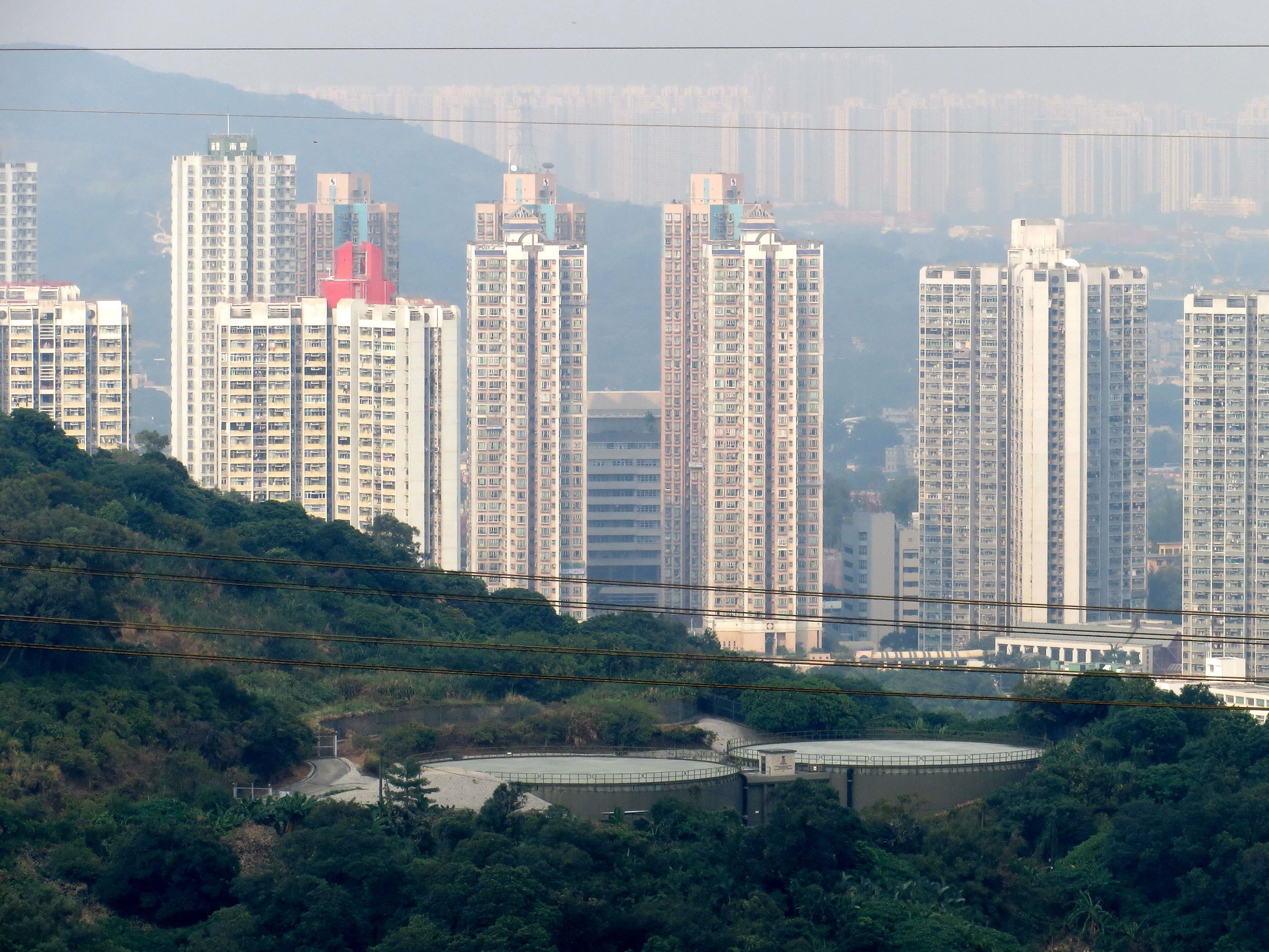
位於菠蘿山的屯門北海水配水庫

水務署2013年5月在屯門濾水廠建立香港首個水力發電的渦輪機組，水力發電系統由水務署自行構思和設計，是全球少數能建在濾水廠的水力發電站，系統全自動化，更會按每日水壓，調節發電機運轉速度，改善發電效能，整個計劃共耗資2,000萬元，第一、二期工程分别於2013年5月、2017年2月完成。並會與電力公司的高壓供電網絡連接。
屯門濾水廠淡水來自七公里外的大欖涌水塘，由於水源增加，水塘供水日趨穩定，成為濾水廠用水力發電的契機。水力發電屆時能為廠內設施每年提供300萬度電力，節省240萬元電費，佔濾水廠現時電費的10%，並減排約2,000公噸二氧化碳。現時全港共有21個濾水廠，水務署將全面評估使用該技術的可行性。而政府計劃將沙田濾水廠重置於岩洞內，經水務署初步估計，新位置亦能夠加入水力發電裝置，以便利用來自萬宜水庫輸水的剩餘水壓，在經過詳細評估後，有望將發電機組工程加入重置計劃內，進一步善用再生能源減排。

## 燃氣
香港使用的燃氣主要分為煤氣及液化石油氣兩種，以作煮食及浴室熱水供應等用途。
- 煤氣
  - 香港唯一煤氣供應商同時也是唯一全港性管道燃氣供應商的中華煤氣，使用石腦油及天然氣（來自澳洲西北及中東，經其有份參股的廣東大鵬液化天然氣接收站輸往兩間煤氣廠）進行生產，目前[何时？]擁有超過160萬多個客戶，使用煤氣的屋苑有1290個，其中共設有13個供氣站連氣化爐
- 液化石油氣：而香港的液化石油氣則主要由在香港的四間石油公司提供，分別是蜆殼、埃克森美孚、雪佛龍及華潤石化，分為中央石油氣及樽裝石油氣供應兩種方式提供
  - 使用中央石油氣的屋苑有140個屋苑（由於香港政府修改了法例，已不能再增加）[23]，其需要在住宅（區）自行設置儲存裝置；全港最大兩個中央石油氣用戶為香港中文大學（由蜆殼及埃克森美孚提供）及愉景灣（由埃克森美孚提供）
  - 瓶裝石油氣則多用於舊式樓宅或鄉郊屋宇，也是所有香港的士、部份香港小巴以及部份特殊車輛如鏟車所使用的燃料

在香港出售的燃氣爐器多分為煤氣和石油氣兩種，兩者不能直接通用。

## 燃油
香港的燃油主要由在香港的多間石油公司提供，包括蜆殼、埃克森美孚、加德士、華潤石化、中國石化等。燃油主要以車輛使用之燃料為主，所提供的分為柴油及無鉛汽油兩種，由分佈於香港各地的加油站負責供應。海路交通仍以柴油為主要燃料，航空則主要使用航空煤油，由中國航油提供。
香港家庭過去亦常用「火水爐」用作煮食。有些需要加熱食物的小販多以氣壓式火水爐作爐具。

## 其他燃料
香港高度城市化兼人口稠密，直接燒煤和柴等固體燃料已近乎絕跡，但香港人仍常用「炭」用來燒烤；位於大磨刀島的石墨礦場五福礦場營運中開採的較低質產品用作香港本地製磚業的燃料。
2009年6月5日，立法會財委會討論逾兩小時後，通過撥款五十一億元，在屯門曾咀興建污泥（處理污水後產生的殘留物）焚化爐，預計2010年動工，每日可處理2,000公噸污泥。環境保護署在2010年10月27日與承建商簽約，在屯門曾咀興建波浪流線型設計的污泥處理設施，造價50億元，建造期內創造600多個職位；2013年投入服務。有關設施會採用最新高溫焚化技術，以符合最高的歐盟環保要求及排放標準，運作時產生熱能會轉化成電力，除可供應設施所需外，剩餘電力會輸出至電網；日後營運需聘請60名員工，將優先聘用屯門區居民。香港首個污泥綜合處理設施T•Park源區，在2016年5月19日正式啟用。市民可登入網頁，預約導賞團了解焚化爐運作，更可以免費享受可以同時容納100人的水療中心。

## 周邊發展
長江和記實業持有的赫斯基能源公司與中國海洋石油總公司（中海油）位於南中國海的天然氣合作項目於2014年首次投產。雙方公司在珠江口開發油田。項目預期在2018年內鑽進兩口油井。其他合作項目出现一波数折。 南韓SK集團與中海油合作，共同開發和經營位於香港東部南中国海礦區。

## 資料

## 外部連結
- 香港政府統計處：《香港便覽 —— 水務、電力及氣體燃料供應 （页面存档备份，存于）》，2009年11月版
- 1979年至今的本地電力生產[]
- 1970年至今的本地和出口用電量[]
- 1966年至今的本地煤氣用量[]
- 1970年至今的油產品進口留用貨量[]
- 1970至今的選定油產品進口單位價格[]
- 小販的歷史 （页面存档备份，存于）
- 機電工程署：中國香港的能源概況 （页面存档备份，存于）